# Ola & the Janglers
Ola and the Janglers est un groupe de pop suédois fondé en 1962. Les membres étaient :  Ola Håkansson (chant), Christer Idering (guitare), Johannes Olsson (orgue), Lennart Wallin (basse), et Leif Johansson (batterie). Le groupe s'inspire de Manfred Mann et The Zombies. Leur première chanson est une reprise des Zombies She's Not There.
Claes af Geijerstam remplace Christer Idering comme guitariste et Åke Eldsäter remplace Lennart Wallin comme bassiste en 1966. Les plus grands tubes du groupe seront No, No, No (1965), Love Was on Your Mind, Poetry in Motion, Alex is the Man (1966), Strolling Along, Runaway (1968), et une reprise de Chris Montez Let's Dance, qui sera un grand succès en 1968. Après la séparation du groupe, certains membres fondent Secret Service.

## Albums
- Surprise, Surprise, 1965
- Patterns, 1966
- Lime Light, 1966
- Pictures & Sounds, 1967
- Under-Ground, 1967
- 12 Big Hits, 1967
- Let's Dance, 1968
- Sweet Love, Lost Love, 1969
- Happily Together After.../ Alegremente Juntos, 1969
- On The Rocks, 1971
- Jet Lag, 1976
- Ola & The Janglers, 1964-71!, 1983
- Shanes / Tages / Hep Stars / Ola & Janglers (coffret quatre albums), 1983
- Spotlight, 1991
- Flashback #20, 1995
- En Popklassiker, 2002